# Tuyucas
Tuyuca es un grupo étnico indígena que habita en las riberas de los ríos Papurí, Inambú y Tiquié, en el departamento colombiano de Vaupés y el estado brasileño de Amazonas. Son unas 570 personas que hablan una lengua que hace parte de la rama oriental de la familia tucano.

## Sociología
Se trata de un conjuntos de linajes patrilineales, que se identifican como unidad lingüística exogámica y poseen saberes propios, así como otras marcas comunes de identidad social. Pueden ser definidos entonces como unidad exogámica que hace parte de un sistema cultural regional, basado en el intercambio matrimonial.
Cultivan yuca brava (Manihot esculenta), batata (Ipomoea batatas), ñame (Dioscorea), chonque (Xanthosoma), chontaduro (Bactris gasipaes), cacao, plátanos, aguacate (Persea americana), ají Capsicum, piña (Ananas comosus), marañón (Anacardium occidentale), mango (Mangifera indica), naranja y limón (Citrus × limon). Preparan casabe de yuca. Cazan danta (Tapirus terrestris), pecarí (Tayassu pecari), paca (Agouti paca) y caimán (Caiman crocodilus). Complementan su alimentación con la recolección de frutos silvestres, hormigas y larvas "mojojoy". Tejen canastos y hamacas.